# DJ Vibe
António Pereira, mais conhecido pelo seu nome artístico DJ Vibe, é um DJ e produtor português.

## Biografia
Vibe tinha quinze anos quando começou a prestar mais atenção à música e a demonstrar maior interesse pelo que se vendia na loja de discos do pai, a primeira em Portugal a importar dos Estados Unidos máxi-singles de música de dança, área a que começou desde logo a prestar mais atenção.
Quando DJ Vibe começou sua carreira musical e chegou animar o ambiente em discotecas e não demorou muito até começar a actuar lado a lado com nomes de referência na área da dança como Paul Oakenfold, Tony Humphries, Roger Sanchez e Danny Tenaglia. No entanto, foi ao lado de um português, Rui Silva, que ganhou maior destaque quer a nível nacional, quer internacional. Em conjunto deram vida ao projecto Underground Sound of Lisbon, que no Verão de 1994 deu nas vistas um pouco por toda a parte com o hino "So Get Up" (com letras e voz de Ithaka Darin Pappas , editado pela Tribal USA, de Rob di Stefano, tendo chegado a número 1 do Club Chart da revista "Billboard".
Daí em diante DJ Vibe viu uma série de portas de clubes internacionais começarem a abrir-se e hoje em dia conta no seu currículo com carimbos de clubes de todo o mundo, tais como o Ministry of Sound (Londres), Pacha (Ibiza), Stereo (Montreal), Deep (Madrid), Vinyl (Nova Iorque), Release (São Francisco), tendo também já actuado no Rio de Janeiro e em São Paulo.
A rádio primeiro e a editora Kaos depois foram duas actividades paralelas ao Djing que a seu tempo entraram na vida de DJ Vibe. O programa "4º Bairro", que esteve no ar na Rádio Comercial em 89/90, foi o veículo de apresentação do primeiro "mix-show", ao qual se seguiu uma passagem pela Rádio Energia e depois pela Antena 3, onde continua a apresentar o programa "Dance Floor" aos sábados. Por outro lado, a Kaos surgiu em 1992 em parceria com António Cunha e Rui da Silva, tornando-se na primeira editora de música de dança em Portugal. É através dela que edita os seus discos, aposta em novos valores do panorama musical mais dançável, e divulga as remisturas que faz para nomes como DJ Jiggy, Danny Tenaglia, Kristine W, entre outros.
Já em 1998, Tó Pereira foi convidado pela Twisted America Records para misturar o segundo volume da série de compilações "Mix da Pucci 2", e dois anos depois a história repetia-se, vindo desta feita o convite da parte da distribuidora inglesa Intergroove, que o desafiou para fazer uma compilação, "International Grooves", com destino a mercados discográficos como os Estados Unidos, Reino Unido e Alemanha. A edição do disco acabou por se concretizar apenas em Abril de 2002 devido aos acontecimentos do 11 de Setembro em Nova Iorque, chegando quase a coincidir com a chegada aos escaparates do segundo volume da compilação "Global Grooves", cuja primeira parte havia sido lançada no Verão de 2000 e que com base em mais de 11 mil cópias vendidas atingiu a fasquia do ouro.
E como não há duas sem três, em 2002 foi a vez da MTV convidar DJ Vibe para se juntar ao cartaz do festival "Isle of MTV", que passou por Lisboa no dia 20 de Julho, trazendo ao nosso país os Morcheeba e os Gorillaz, entre outros artistas. Está em 45º lugar na lista dos 100 melhores dj's.
Tem marcado ao longo dos anos uma presença importante e constante nos principais clubes da noite lisboeta desde a década de 80. Plateau, Alcântara-Mar, Kremlin e Lux são apenas alguns dos locais a que a dada altura pôde (ou pode, conforme o caso) chamar de segunda casa.

## Discografia

### Álbuns de estúdio
- 1994 - "Unreleased Project", com Tó Ricciardi
- 2003 - "Solid Texture", com Pete Tha Zouk
- 2004 - "I'll Take You", com Franklin Fuentes
- 2007 - "Tranzient/Da Muzik", como Calderone & Vibe, com Victor Calderone
- 2007 - "You", com Ithaka
- 2008 - "Amtrak", com o DJ Chus e The Conductors

### Outros singles
- 1999 "Meco EP", como Meco
- 2000 "The Driver", como Meco
- 2005 "Re-Evolution", com Sonic Hunters, com Tó Ricciardi
- 2006 "Mosquito Pollen/El Ayoun", como Casa Grande